# Leví (nombre)
Leví o Levi es un nombre propio masculino en su variante en español. Procede del hebreo לוי y significa «el que une a los suyos». Una variante de este nombre es Levy, que tiene el mismo origen etimológico.

## Origen
Leví  es el nombre de varios personajes bíblicos del Antiguo Testamento y el Nuevo Testamento:
- Leví: tercer hijo de Jacob con Lea a quien llamó así por creer que iba a estar más unido a Jacob. "Y concibió y dio a luz un hijo, y dijo: ahora esta vez se unirá mi marido conmigo, por que le he dado a la luz tres hijos; por tanto llamo su nombre Levi." (Génesis 29:34)
- Leví: dos antepasados de Cristo, uno hijo de Simeón, y el otro hijo de Melqui (Lucas 3:24, 29. 30).
- Leví: otro nombre del apóstol Mateo (Mateo 9:9-13).

## Equivalencias en otros idiomas
| Variantes en otras lenguas | Variantes en otras lenguas |
| -------------------------- | -------------------------- |
| Español                    | Leví                       |
| Alemán                     | Levi                       |
| Hebreo                     | לוי                        |
| Árabe                      | ليفي                       |
| Ruso                       | Леви                       |

## Santoral
La celebración del santo de Leví se corresponde con el día 22 de julio.